# Seljänlampi
Seljänlampi eller Tulkaselänlampi är en sjö i Finland. Den ligger i kommunen Rovaniemi i landskapet Lappland, i den norra delen av landet, 700 km norr om huvudstaden Helsingfors. Seljänlampi ligger 244,8 meter över havet. Arean är 21,7 hektar och strandlinjen är 2,6 kilometer lång. Sjön  ingår i Kemi älvs huvudavrinningsområde. 